# Renegade (musikalbum)
Renegade är Hammerfalls tredje studioalbum, från 2000, och det första albumet med Anders Johansson bakom trummorna. Renegade spelades in Michael Wageners Wire World Studios i Nashville, Tennessee. Renegade innehåller bland annat låten "Renegade" som klättrade upp på hitlistan till första platsen. Det enda svenska heavy metal-bandet som tidigare gjort det är Europe. 

## Låtförteckning
1. "Templars of Steel" (Dronjak/Cans)
2. "Keep the Flame Burning" (Dronjak/Strömblad/Cans)
3. "Renegade" (Dronjak/Strömblad/Cans)
4. "Living in Victory" (Dronjak/Strömblad/Cans)
5. "Always Will Be" (Dronjak)
6. "The Way of the Warrior" (Dronjak/Strömblad/Cans)
7. "Destined for Glory" (Dronjak/Cans)
8. "The Champion" (Dronjak/Strömblad/Cans)
9. "Raise the Hammer" (Dronjak/Elmgren)
10. "A Legend Reborn" (Dronjak/Cans)

## Singlar
- Renegade
- Always Will Be

## Musiker
- Joacim Cans - sång
- Oscar Dronjak - gitarr
- Stefan Elmgren - gitarr
- Magnus Rosén - bas
- Anders Johansson - trummor